# Toshio Irie
Toshio Irie (入江稔夫?, Irie Toshio; Takatsuki, 5 novembre 1911 – Takatsuki, 8 maggio 1974) è stato un nuotatore giapponese.
Specializzato nel dorso, ha vinto la medaglia d'argento nei 100 m alle Olimpiadi di Los Angeles 1932.
È stato primatista mondiale dei 200 m dorso.

## Palmarès
- Olimpiadi
  - Los Angeles 1932: argento nei 100 m dorso.